# Грифон у Београду
„Грифон у Београду“ је југословенски филм из 1986. године. Режирао га је Станко Црнобрња, а сценарио је писао Милан Оклопџић.

## Улоге
| Глумац           | Улога   |
| ---------------- | ------- |
| Оља Бећковић     | Девојка |
| Зоран Цвијановић | Младић  |